# 1971年のナショナルリーグチャンピオンシップシリーズ
1971年の野球において、メジャーリーグベースボール（MLB）のポストシーズンは10月2日に開幕した。ナショナルリーグの第3回リーグチャンピオンシップシリーズ（英語: 3rd National League Championship Series、以下「リーグ優勝決定戦」と表記）は、同日から6日にかけて計4試合が開催された。その結果、ピッツバーグ・パイレーツ（東地区）がサンフランシスコ・ジャイアンツ（西地区）を3勝1敗で下し、11年ぶり8回目のリーグ優勝および6回目のワールドシリーズ進出を果たした。
レギュラーシーズンでは両球団は12試合対戦し、ジャイアンツが9勝3敗と勝ち越している。今シリーズではジャイアンツが初戦に勝利したが、パイレーツは第2戦をボブ・ロバートソンの3本塁打などでものにすると、そこから3連勝で逆転した。ロバートソンの1試合3本塁打はポストシーズン史上、1928年のワールドシリーズ第4戦でベーブ・ルースが記録して以来、43年ぶり2人目・3度目の達成である。このあとパイレーツは、ワールドシリーズでもアメリカンリーグ王者ボルチモア・オリオールズを4勝3敗で下し、11年ぶり4度目の優勝を成し遂げた。

## 試合結果
1971年のナショナルリーグ優勝決定戦は10月2日に開幕し、途中に移動日を挟んで5日間で4試合が行われた。日程・結果は以下の通り。
| 日付                                                     | 試合  | ビジター球団（先攻）           | スコア | ホーム球団（後攻）             | 開催球場                      | 開催球場                                                       |
| -------------------------------------------------------- | ----- | ------------------------------ | ------ | ------------------------------ | ----------------------------- | -------------------------------------------------------------- |
| 10月02日（土）                                           | 第1戦 | ピッツバーグ・パイレーツ       | 4－5   | サンフランシスコ・ジャイアンツ | キャンドルスティック・ パーク | キャンドルスティック・ · パークスリー・リバース・ · スタジアム |
| 10月03日（日）                                           | 第2戦 | ピッツバーグ・パイレーツ       | 9－4   | サンフランシスコ・ジャイアンツ | キャンドルスティック・ パーク | キャンドルスティック・ · パークスリー・リバース・ · スタジアム |
| 10月04日（月）                                           |       | 移動日                         | 移動日 | 移動日                         |                               | キャンドルスティック・ · パークスリー・リバース・ · スタジアム |
| 10月05日（火）                                           | 第3戦 | サンフランシスコ・ジャイアンツ | 1－2   | ピッツバーグ・パイレーツ       | スリー・リバース・ スタジアム | キャンドルスティック・ · パークスリー・リバース・ · スタジアム |
| 10月06日（水）                                           | 第4戦 | サンフランシスコ・ジャイアンツ | 5－9   | ピッツバーグ・パイレーツ       | スリー・リバース・ スタジアム | キャンドルスティック・ · パークスリー・リバース・ · スタジアム |
| 優勝：ピッツバーグ・パイレーツ（3勝1敗 / 11年ぶり8度目） |       |                                |        |                                |                               | キャンドルスティック・ · パークスリー・リバース・ · スタジアム |

### 第1戦 10月2日
- キャンドルスティック・パーク（カリフォルニア州サンフランシスコ）

|                                | 1 | 2 | 3 | 4 | 5 | 6 | 7 | 8 | 9 | R | H | E |
| ------------------------------ | - | - | - | - | - | - | - | - | - | - | - | - |
| ピッツバーグ・パイレーツ       | 0 | 0 | 2 | 0 | 0 | 0 | 2 | 0 | 0 | 4 | 9 | 0 |
| サンフランシスコ・ジャイアンツ | 0 | 0 | 1 | 0 | 4 | 0 | 0 | 0 | X | 5 | 7 | 2 |

1. 勝利：ゲイロード・ペリー（1勝）
2. 敗戦：スティーブ・ブラス（1敗）
3. 本塁打
SF：ティト・フエンテス1号2ラン、ウィリー・マッコビー1号2ラン
4. 審判
［球審］トム・ゴーマン
［塁審］一塁: シャグ・クロフォード、二塁: リー・ウェイヤー、三塁: アンディ・オルセン
［外審］左翼: ディック・ステーロ、右翼: サッチ・デビッドソン
5. 昼間試合  試合時間: 2時間44分  観客: 4万977人
詳細: MLB.com Gameday / Baseball-Reference.com

| ピッツバーグ・パイレーツ | ピッツバーグ・パイレーツ | ピッツバーグ・パイレーツ | ピッツバーグ・パイレーツ | ピッツバーグ・パイレーツ                                                                                                 | サンフランシスコ・ジャイアンツ | サンフランシスコ・ジャイアンツ | サンフランシスコ・ジャイアンツ | サンフランシスコ・ジャイアンツ | サンフランシスコ・ジャイアンツ                                                                                |
| ------------------------ | ------------------------ | ------------------------ | ------------------------ | --- | ------------------------------ | ------------------------------ | ------------------------------ | ------------------------------ | --- |
| 打順                     | 守備                     | 選手                     | 打席                     | S・ブラスM・サンギーエンB・ロバート · ソンD・キャッシュR・ヘブナーJ・ヘルナンデスW・スタージェルA・オリバーR・クレメンテ | 打順                           | 守備                           | 選手                           | 打席                           | G・ペリーD・ディーツW・マッコビーT・フエンテスA・ギャラガーC・スパイアーK・ヘンダーソンW・メイズD・キングマン |
| 1                        | 二                       | D・キャッシュ            | 右                       | S・ブラスM・サンギーエンB・ロバート · ソンD・キャッシュR・ヘブナーJ・ヘルナンデスW・スタージェルA・オリバーR・クレメンテ | 1                              | 左                             | K・ヘンダーソン                | 両                             | G・ペリーD・ディーツW・マッコビーT・フエンテスA・ギャラガーC・スパイアーK・ヘンダーソンW・メイズD・キングマン |
| 2                        | 三                       | R・ヘブナー              | 左                       | S・ブラスM・サンギーエンB・ロバート · ソンD・キャッシュR・ヘブナーJ・ヘルナンデスW・スタージェルA・オリバーR・クレメンテ | 2                              | 二                             | T・フエンテス                  | 両                             | G・ペリーD・ディーツW・マッコビーT・フエンテスA・ギャラガーC・スパイアーK・ヘンダーソンW・メイズD・キングマン |
| 3                        | 右                       | R・クレメンテ            | 右                       | S・ブラスM・サンギーエンB・ロバート · ソンD・キャッシュR・ヘブナーJ・ヘルナンデスW・スタージェルA・オリバーR・クレメンテ | 3                              | 中                             | W・メイズ                      | 右                             | G・ペリーD・ディーツW・マッコビーT・フエンテスA・ギャラガーC・スパイアーK・ヘンダーソンW・メイズD・キングマン |
| 4                        | 左                       | W・スタージェル          | 左                       | S・ブラスM・サンギーエンB・ロバート · ソンD・キャッシュR・ヘブナーJ・ヘルナンデスW・スタージェルA・オリバーR・クレメンテ | 4                              | 一                             | W・マッコビー                  | 左                             | G・ペリーD・ディーツW・マッコビーT・フエンテスA・ギャラガーC・スパイアーK・ヘンダーソンW・メイズD・キングマン |
| 5                        | 中                       | A・オリバー              | 左                       | S・ブラスM・サンギーエンB・ロバート · ソンD・キャッシュR・ヘブナーJ・ヘルナンデスW・スタージェルA・オリバーR・クレメンテ | 5                              | 右                             | D・キングマン                  | 右                             | G・ペリーD・ディーツW・マッコビーT・フエンテスA・ギャラガーC・スパイアーK・ヘンダーソンW・メイズD・キングマン |
| 6                        | 一                       | B・ロバートソン          | 右                       | S・ブラスM・サンギーエンB・ロバート · ソンD・キャッシュR・ヘブナーJ・ヘルナンデスW・スタージェルA・オリバーR・クレメンテ | 6                              | 捕                             | D・ディーツ                    | 右                             | G・ペリーD・ディーツW・マッコビーT・フエンテスA・ギャラガーC・スパイアーK・ヘンダーソンW・メイズD・キングマン |
| 7                        | 捕                       | M・サンギーエン          | 右                       | S・ブラスM・サンギーエンB・ロバート · ソンD・キャッシュR・ヘブナーJ・ヘルナンデスW・スタージェルA・オリバーR・クレメンテ | 7                              | 三                             | A・ギャラガー                  | 右                             | G・ペリーD・ディーツW・マッコビーT・フエンテスA・ギャラガーC・スパイアーK・ヘンダーソンW・メイズD・キングマン |
| 8                        | 遊                       | J・ヘルナンデス          | 右                       | S・ブラスM・サンギーエンB・ロバート · ソンD・キャッシュR・ヘブナーJ・ヘルナンデスW・スタージェルA・オリバーR・クレメンテ | 8                              | 遊                             | C・スパイアー                  | 右                             | G・ペリーD・ディーツW・マッコビーT・フエンテスA・ギャラガーC・スパイアーK・ヘンダーソンW・メイズD・キングマン |
| 9                        | 投                       | S・ブラス                | 右                       | S・ブラスM・サンギーエンB・ロバート · ソンD・キャッシュR・ヘブナーJ・ヘルナンデスW・スタージェルA・オリバーR・クレメンテ | 9                              | 投                             | G・ペリー                      | 右                             | G・ペリーD・ディーツW・マッコビーT・フエンテスA・ギャラガーC・スパイアーK・ヘンダーソンW・メイズD・キングマン |
| 先発投手                 | 先発投手                 | 先発投手                 | 投球                     | S・ブラスM・サンギーエンB・ロバート · ソンD・キャッシュR・ヘブナーJ・ヘルナンデスW・スタージェルA・オリバーR・クレメンテ | 先発投手                       | 先発投手                       | 先発投手                       | 投球                           | G・ペリーD・ディーツW・マッコビーT・フエンテスA・ギャラガーC・スパイアーK・ヘンダーソンW・メイズD・キングマン |
| S・ブラス                | S・ブラス                | S・ブラス                | 右                       | S・ブラスM・サンギーエンB・ロバート · ソンD・キャッシュR・ヘブナーJ・ヘルナンデスW・スタージェルA・オリバーR・クレメンテ | G・ペリー                      | G・ペリー                      | G・ペリー                      | 右                             | G・ペリーD・ディーツW・マッコビーT・フエンテスA・ギャラガーC・スパイアーK・ヘンダーソンW・メイズD・キングマン |

### 第2戦 10月3日
- キャンドルスティック・パーク（カリフォルニア州サンフランシスコ）

|                                | 1 | 2 | 3 | 4 | 5 | 6 | 7 | 8 | 9 | R | H  | E |
| ------------------------------ | - | - | - | - | - | - | - | - | - | - | -- | - |
| ピッツバーグ・パイレーツ       | 0 | 1 | 0 | 2 | 1 | 0 | 4 | 0 | 1 | 9 | 15 | 0 |
| サンフランシスコ・ジャイアンツ | 1 | 1 | 0 | 0 | 0 | 0 | 0 | 0 | 2 | 4 | 9  | 0 |

1. 勝利：ドック・エリス（1勝）
2. セーブ：デーブ・ジュスティ（1S）
3. 敗戦：ジョン・カンバーランド（1敗）
4. 本塁打
PIT：ボブ・ロバートソン1号ソロ・2号3ラン・3号ソロ、ジーン・クラインズ1号ソロ
SF：ウィリー・メイズ1号2ラン
5. 審判
［球審］シャグ・クロフォード
［塁審］一塁: リー・ウェイヤー、二塁: アンディ・オルセン、三塁: ディック・ステーロ
［外審］左翼: サッチ・デビッドソン、右翼: トム・ゴーマン
6. 昼間試合  試合時間: 3時間23分  観客: 4万2562人
詳細: MLB.com Gameday / Baseball-Reference.com

| ピッツバーグ・パイレーツ | ピッツバーグ・パイレーツ | ピッツバーグ・パイレーツ | ピッツバーグ・パイレーツ | ピッツバーグ・パイレーツ                                                                                                 | サンフランシスコ・ジャイアンツ | サンフランシスコ・ジャイアンツ | サンフランシスコ・ジャイアンツ | サンフランシスコ・ジャイアンツ | サンフランシスコ・ジャイアンツ                                                                                        |
| ------------------------ | ------------------------ | ------------------------ | ------------------------ | --- | ------------------------------ | ------------------------------ | ------------------------------ | ------------------------------ | --- |
| 打順                     | 守備                     | 選手                     | 打席                     | D・エリスM・サンギーエンB・ロバート · ソンD・キャッシュJ・パガンJ・ヘルナンデスW・スタージェルG・クラインズR・クレメンテ | 打順                           | 守備                           | 選手                           | 打席                           | J・カンバーランドD・ディーツW・マッコビーT・フエンテスA・ギャラガーC・スパイアーK・ヘンダーソンW・メイズD・キングマン |
| 1                        | 二                       | D・キャッシュ            | 右                       | D・エリスM・サンギーエンB・ロバート · ソンD・キャッシュJ・パガンJ・ヘルナンデスW・スタージェルG・クラインズR・クレメンテ | 1                              | 左                             | K・ヘンダーソン                | 両                             | J・カンバーランドD・ディーツW・マッコビーT・フエンテスA・ギャラガーC・スパイアーK・ヘンダーソンW・メイズD・キングマン |
| 2                        | 中                       | G・クラインズ            | 右                       | D・エリスM・サンギーエンB・ロバート · ソンD・キャッシュJ・パガンJ・ヘルナンデスW・スタージェルG・クラインズR・クレメンテ | 2                              | 二                             | T・フエンテス                  | 両                             | J・カンバーランドD・ディーツW・マッコビーT・フエンテスA・ギャラガーC・スパイアーK・ヘンダーソンW・メイズD・キングマン |
| 3                        | 右                       | R・クレメンテ            | 右                       | D・エリスM・サンギーエンB・ロバート · ソンD・キャッシュJ・パガンJ・ヘルナンデスW・スタージェルG・クラインズR・クレメンテ | 3                              | 中                             | W・メイズ                      | 右                             | J・カンバーランドD・ディーツW・マッコビーT・フエンテスA・ギャラガーC・スパイアーK・ヘンダーソンW・メイズD・キングマン |
| 4                        | 左                       | W・スタージェル          | 左                       | D・エリスM・サンギーエンB・ロバート · ソンD・キャッシュJ・パガンJ・ヘルナンデスW・スタージェルG・クラインズR・クレメンテ | 4                              | 一                             | W・マッコビー                  | 左                             | J・カンバーランドD・ディーツW・マッコビーT・フエンテスA・ギャラガーC・スパイアーK・ヘンダーソンW・メイズD・キングマン |
| 5                        | 一                       | B・ロバートソン          | 右                       | D・エリスM・サンギーエンB・ロバート · ソンD・キャッシュJ・パガンJ・ヘルナンデスW・スタージェルG・クラインズR・クレメンテ | 5                              | 右                             | D・キングマン                  | 右                             | J・カンバーランドD・ディーツW・マッコビーT・フエンテスA・ギャラガーC・スパイアーK・ヘンダーソンW・メイズD・キングマン |
| 6                        | 捕                       | M・サンギーエン          | 右                       | D・エリスM・サンギーエンB・ロバート · ソンD・キャッシュJ・パガンJ・ヘルナンデスW・スタージェルG・クラインズR・クレメンテ | 6                              | 捕                             | D・ディーツ                    | 右                             | J・カンバーランドD・ディーツW・マッコビーT・フエンテスA・ギャラガーC・スパイアーK・ヘンダーソンW・メイズD・キングマン |
| 7                        | 三                       | J・パガン                | 右                       | D・エリスM・サンギーエンB・ロバート · ソンD・キャッシュJ・パガンJ・ヘルナンデスW・スタージェルG・クラインズR・クレメンテ | 7                              | 三                             | A・ギャラガー                  | 右                             | J・カンバーランドD・ディーツW・マッコビーT・フエンテスA・ギャラガーC・スパイアーK・ヘンダーソンW・メイズD・キングマン |
| 8                        | 遊                       | J・ヘルナンデス          | 右                       | D・エリスM・サンギーエンB・ロバート · ソンD・キャッシュJ・パガンJ・ヘルナンデスW・スタージェルG・クラインズR・クレメンテ | 8                              | 遊                             | C・スパイアー                  | 右                             | J・カンバーランドD・ディーツW・マッコビーT・フエンテスA・ギャラガーC・スパイアーK・ヘンダーソンW・メイズD・キングマン |
| 9                        | 投                       | D・エリス                | 両                       | D・エリスM・サンギーエンB・ロバート · ソンD・キャッシュJ・パガンJ・ヘルナンデスW・スタージェルG・クラインズR・クレメンテ | 9                              | 投                             | J・カンバーランド              | 右                             | J・カンバーランドD・ディーツW・マッコビーT・フエンテスA・ギャラガーC・スパイアーK・ヘンダーソンW・メイズD・キングマン |
| 先発投手                 | 先発投手                 | 先発投手                 | 投球                     | D・エリスM・サンギーエンB・ロバート · ソンD・キャッシュJ・パガンJ・ヘルナンデスW・スタージェルG・クラインズR・クレメンテ | 先発投手                       | 先発投手                       | 先発投手                       | 投球                           | J・カンバーランドD・ディーツW・マッコビーT・フエンテスA・ギャラガーC・スパイアーK・ヘンダーソンW・メイズD・キングマン |
| D・エリス                | D・エリス                | D・エリス                | 右                       | D・エリスM・サンギーエンB・ロバート · ソンD・キャッシュJ・パガンJ・ヘルナンデスW・スタージェルG・クラインズR・クレメンテ | J・カンバーランド              | J・カンバーランド              | J・カンバーランド              | 左                             | J・カンバーランドD・ディーツW・マッコビーT・フエンテスA・ギャラガーC・スパイアーK・ヘンダーソンW・メイズD・キングマン |

### 第3戦 10月5日
- スリー・リバース・スタジアム（ペンシルベニア州ピッツバーグ）

|                                | 1 | 2 | 3 | 4 | 5 | 6 | 7 | 8 | 9 | R | H | E |
| ------------------------------ | - | - | - | - | - | - | - | - | - | - | - | - |
| サンフランシスコ・ジャイアンツ | 0 | 0 | 0 | 0 | 0 | 1 | 0 | 0 | 0 | 1 | 5 | 2 |
| ピッツバーグ・パイレーツ       | 0 | 1 | 0 | 0 | 0 | 0 | 0 | 1 | X | 2 | 4 | 1 |

1. 勝利：ボブ・ジョンソン（1勝）
2. セーブ：デーブ・ジュスティ（2S）
3. 敗戦：フアン・マリシャル（1敗）
4. 本塁打
PIT：ボブ・ロバートソン4号ソロ、リッチー・ヘブナー1号ソロ
5. 審判
［球審］リー・ウェイヤー
［塁審］一塁: アンディ・オルセン、二塁: ディック・ステーロ、三塁: サッチ・デビッドソン
［外審］左翼: トム・ゴーマン、右翼: シャグ・クロフォード
6. 昼間試合  試合時間: 2時間26分  観客: 3万8222人
詳細: MLB.com Gameday / Baseball-Reference.com

| サンフランシスコ・ジャイアンツ | サンフランシスコ・ジャイアンツ | サンフランシスコ・ジャイアンツ | サンフランシスコ・ジャイアンツ | サンフランシスコ・ジャイアンツ                                                                                | ピッツバーグ・パイレーツ | ピッツバーグ・パイレーツ | ピッツバーグ・パイレーツ | ピッツバーグ・パイレーツ | ピッツバーグ・パイレーツ |
| ------------------------------ | ------------------------------ | ------------------------------ | ------------------------------ | --- | ------------------------ | ------------------------ | ------------------------ | ------------------------ | --- |
| 打順                           | 守備                           | 選手                           | 打席                           | J・マリシャルD・ディーツW・マッコビーT・フエンテスA・ギャラガーC・スパイアーK・ヘンダーソンW・メイズB・ボンズ | 打順                     | 守備                     | 選手                     | 打席                     | B・ジョンソンM・サンギーエンB・ロバート · ソンD・キャッシュR・ヘブナーJ・ヘルナンデスW・スタージェルA・オリバーR・クレメンテ |
| 1                              | 左                             | K・ヘンダーソン                | 両                             | J・マリシャルD・ディーツW・マッコビーT・フエンテスA・ギャラガーC・スパイアーK・ヘンダーソンW・メイズB・ボンズ | 1                        | 二                       | D・キャッシュ            | 右                       | B・ジョンソンM・サンギーエンB・ロバート · ソンD・キャッシュR・ヘブナーJ・ヘルナンデスW・スタージェルA・オリバーR・クレメンテ |
| 2                              | 二                             | T・フエンテス                  | 両                             | J・マリシャルD・ディーツW・マッコビーT・フエンテスA・ギャラガーC・スパイアーK・ヘンダーソンW・メイズB・ボンズ | 2                        | 三                       | R・ヘブナー              | 左                       | B・ジョンソンM・サンギーエンB・ロバート · ソンD・キャッシュR・ヘブナーJ・ヘルナンデスW・スタージェルA・オリバーR・クレメンテ |
| 3                              | 中                             | W・メイズ                      | 右                             | J・マリシャルD・ディーツW・マッコビーT・フエンテスA・ギャラガーC・スパイアーK・ヘンダーソンW・メイズB・ボンズ | 3                        | 右                       | R・クレメンテ            | 右                       | B・ジョンソンM・サンギーエンB・ロバート · ソンD・キャッシュR・ヘブナーJ・ヘルナンデスW・スタージェルA・オリバーR・クレメンテ |
| 4                              | 一                             | W・マッコビー                  | 左                             | J・マリシャルD・ディーツW・マッコビーT・フエンテスA・ギャラガーC・スパイアーK・ヘンダーソンW・メイズB・ボンズ | 4                        | 左                       | W・スタージェル          | 左                       | B・ジョンソンM・サンギーエンB・ロバート · ソンD・キャッシュR・ヘブナーJ・ヘルナンデスW・スタージェルA・オリバーR・クレメンテ |
| 5                              | 右                             | B・ボンズ                      | 右                             | J・マリシャルD・ディーツW・マッコビーT・フエンテスA・ギャラガーC・スパイアーK・ヘンダーソンW・メイズB・ボンズ | 5                        | 中                       | A・オリバー              | 左                       | B・ジョンソンM・サンギーエンB・ロバート · ソンD・キャッシュR・ヘブナーJ・ヘルナンデスW・スタージェルA・オリバーR・クレメンテ |
| 6                              | 捕                             | D・ディーツ                    | 右                             | J・マリシャルD・ディーツW・マッコビーT・フエンテスA・ギャラガーC・スパイアーK・ヘンダーソンW・メイズB・ボンズ | 6                        | 一                       | B・ロバートソン          | 右                       | B・ジョンソンM・サンギーエンB・ロバート · ソンD・キャッシュR・ヘブナーJ・ヘルナンデスW・スタージェルA・オリバーR・クレメンテ |
| 7                              | 三                             | A・ギャラガー                  | 右                             | J・マリシャルD・ディーツW・マッコビーT・フエンテスA・ギャラガーC・スパイアーK・ヘンダーソンW・メイズB・ボンズ | 7                        | 捕                       | M・サンギーエン          | 右                       | B・ジョンソンM・サンギーエンB・ロバート · ソンD・キャッシュR・ヘブナーJ・ヘルナンデスW・スタージェルA・オリバーR・クレメンテ |
| 8                              | 遊                             | C・スパイアー                  | 右                             | J・マリシャルD・ディーツW・マッコビーT・フエンテスA・ギャラガーC・スパイアーK・ヘンダーソンW・メイズB・ボンズ | 8                        | 遊                       | J・ヘルナンデス          | 右                       | B・ジョンソンM・サンギーエンB・ロバート · ソンD・キャッシュR・ヘブナーJ・ヘルナンデスW・スタージェルA・オリバーR・クレメンテ |
| 9                              | 投                             | J・マリシャル                  | 右                             | J・マリシャルD・ディーツW・マッコビーT・フエンテスA・ギャラガーC・スパイアーK・ヘンダーソンW・メイズB・ボンズ | 9                        | 投                       | B・ジョンソン            | 左                       | B・ジョンソンM・サンギーエンB・ロバート · ソンD・キャッシュR・ヘブナーJ・ヘルナンデスW・スタージェルA・オリバーR・クレメンテ |
| 先発投手                       | 先発投手                       | 先発投手                       | 投球                           | J・マリシャルD・ディーツW・マッコビーT・フエンテスA・ギャラガーC・スパイアーK・ヘンダーソンW・メイズB・ボンズ | 先発投手                 | 先発投手                 | 先発投手                 | 投球                     | B・ジョンソンM・サンギーエンB・ロバート · ソンD・キャッシュR・ヘブナーJ・ヘルナンデスW・スタージェルA・オリバーR・クレメンテ |
| J・マリシャル                  | J・マリシャル                  | J・マリシャル                  | 右                             | J・マリシャルD・ディーツW・マッコビーT・フエンテスA・ギャラガーC・スパイアーK・ヘンダーソンW・メイズB・ボンズ | B・ジョンソン            | B・ジョンソン            | B・ジョンソン            | 右                       | B・ジョンソンM・サンギーエンB・ロバート · ソンD・キャッシュR・ヘブナーJ・ヘルナンデスW・スタージェルA・オリバーR・クレメンテ |

### 第4戦 10月6日
- スリー・リバース・スタジアム（ペンシルベニア州ピッツバーグ）

|                                | 1 | 2 | 3 | 4 | 5 | 6 | 7 | 8 | 9 | R | H  | E |
| ------------------------------ | - | - | - | - | - | - | - | - | - | - | -- | - |
| サンフランシスコ・ジャイアンツ | 1 | 4 | 0 | 0 | 0 | 0 | 0 | 0 | 0 | 5 | 10 | 0 |
| ピッツバーグ・パイレーツ       | 2 | 3 | 0 | 0 | 0 | 4 | 0 | 0 | X | 9 | 11 | 2 |

1. 勝利：ブルース・キーソン（1勝）
2. 敗戦：ゲイロード・ペリー（1勝1敗）
3. 本塁打
SF：クリス・スパイアー1号ソロ、ウィリー・マッコビー2号3ラン
PIT：リッチー・ヘブナー2号3ラン、アル・オリバー1号3ラン
4. 審判
［球審］アンディ・オルセン
［塁審］一塁: ディック・ステーロ、二塁: サッチ・デビッドソン、三塁: トム・ゴーマン
［外審］左翼: シャグ・クロフォード、右翼: リー・ウェイヤー
5. 昼間試合  試合時間: 3時間0分  観客: 3万5487人
詳細: MLB.com Gameday / Baseball-Reference.com

| サンフランシスコ・ジャイアンツ | サンフランシスコ・ジャイアンツ | サンフランシスコ・ジャイアンツ | サンフランシスコ・ジャイアンツ | サンフランシスコ・ジャイアンツ                                                                        | ピッツバーグ・パイレーツ | ピッツバーグ・パイレーツ | ピッツバーグ・パイレーツ | ピッツバーグ・パイレーツ | ピッツバーグ・パイレーツ                                                                                                 |
| ------------------------------ | ------------------------------ | ------------------------------ | ------------------------------ | --- | ------------------------ | ------------------------ | ------------------------ | ------------------------ | --- |
| 打順                           | 守備                           | 選手                           | 打席                           | G・ペリーD・ディーツW・マッコビーT・フエンテスJ・ハートC・スパイアーK・ヘンダーソンW・メイズB・ボンズ | 打順                     | 守備                     | 選手                     | 打席                     | S・ブラスM・サンギーエンB・ロバート · ソンD・キャッシュR・ヘブナーJ・ヘルナンデスW・スタージェルA・オリバーR・クレメンテ |
| 1                              | 左                             | K・ヘンダーソン                | 両                             | G・ペリーD・ディーツW・マッコビーT・フエンテスJ・ハートC・スパイアーK・ヘンダーソンW・メイズB・ボンズ | 1                        | 二                       | D・キャッシュ            | 右                       | S・ブラスM・サンギーエンB・ロバート · ソンD・キャッシュR・ヘブナーJ・ヘルナンデスW・スタージェルA・オリバーR・クレメンテ |
| 2                              | 二                             | T・フエンテス                  | 両                             | G・ペリーD・ディーツW・マッコビーT・フエンテスJ・ハートC・スパイアーK・ヘンダーソンW・メイズB・ボンズ | 2                        | 三                       | R・ヘブナー              | 左                       | S・ブラスM・サンギーエンB・ロバート · ソンD・キャッシュR・ヘブナーJ・ヘルナンデスW・スタージェルA・オリバーR・クレメンテ |
| 3                              | 中                             | W・メイズ                      | 右                             | G・ペリーD・ディーツW・マッコビーT・フエンテスJ・ハートC・スパイアーK・ヘンダーソンW・メイズB・ボンズ | 3                        | 右                       | R・クレメンテ            | 右                       | S・ブラスM・サンギーエンB・ロバート · ソンD・キャッシュR・ヘブナーJ・ヘルナンデスW・スタージェルA・オリバーR・クレメンテ |
| 4                              | 一                             | W・マッコビー                  | 左                             | G・ペリーD・ディーツW・マッコビーT・フエンテスJ・ハートC・スパイアーK・ヘンダーソンW・メイズB・ボンズ | 4                        | 左                       | W・スタージェル          | 左                       | S・ブラスM・サンギーエンB・ロバート · ソンD・キャッシュR・ヘブナーJ・ヘルナンデスW・スタージェルA・オリバーR・クレメンテ |
| 5                              | 右                             | B・ボンズ                      | 右                             | G・ペリーD・ディーツW・マッコビーT・フエンテスJ・ハートC・スパイアーK・ヘンダーソンW・メイズB・ボンズ | 5                        | 中                       | A・オリバー              | 左                       | S・ブラスM・サンギーエンB・ロバート · ソンD・キャッシュR・ヘブナーJ・ヘルナンデスW・スタージェルA・オリバーR・クレメンテ |
| 6                              | 捕                             | D・ディーツ                    | 右                             | G・ペリーD・ディーツW・マッコビーT・フエンテスJ・ハートC・スパイアーK・ヘンダーソンW・メイズB・ボンズ | 6                        | 一                       | B・ロバートソン          | 右                       | S・ブラスM・サンギーエンB・ロバート · ソンD・キャッシュR・ヘブナーJ・ヘルナンデスW・スタージェルA・オリバーR・クレメンテ |
| 7                              | 三                             | J・ハート                      | 右                             | G・ペリーD・ディーツW・マッコビーT・フエンテスJ・ハートC・スパイアーK・ヘンダーソンW・メイズB・ボンズ | 7                        | 捕                       | M・サンギーエン          | 右                       | S・ブラスM・サンギーエンB・ロバート · ソンD・キャッシュR・ヘブナーJ・ヘルナンデスW・スタージェルA・オリバーR・クレメンテ |
| 8                              | 遊                             | C・スパイアー                  | 右                             | G・ペリーD・ディーツW・マッコビーT・フエンテスJ・ハートC・スパイアーK・ヘンダーソンW・メイズB・ボンズ | 8                        | 遊                       | J・ヘルナンデス          | 右                       | S・ブラスM・サンギーエンB・ロバート · ソンD・キャッシュR・ヘブナーJ・ヘルナンデスW・スタージェルA・オリバーR・クレメンテ |
| 9                              | 投                             | G・ペリー                      | 右                             | G・ペリーD・ディーツW・マッコビーT・フエンテスJ・ハートC・スパイアーK・ヘンダーソンW・メイズB・ボンズ | 9                        | 投                       | S・ブラス                | 右                       | S・ブラスM・サンギーエンB・ロバート · ソンD・キャッシュR・ヘブナーJ・ヘルナンデスW・スタージェルA・オリバーR・クレメンテ |
| 先発投手                       | 先発投手                       | 先発投手                       | 投球                           | G・ペリーD・ディーツW・マッコビーT・フエンテスJ・ハートC・スパイアーK・ヘンダーソンW・メイズB・ボンズ | 先発投手                 | 先発投手                 | 先発投手                 | 投球                     | S・ブラスM・サンギーエンB・ロバート · ソンD・キャッシュR・ヘブナーJ・ヘルナンデスW・スタージェルA・オリバーR・クレメンテ |
| G・ペリー                      | G・ペリー                      | G・ペリー                      | 右                             | G・ペリーD・ディーツW・マッコビーT・フエンテスJ・ハートC・スパイアーK・ヘンダーソンW・メイズB・ボンズ | S・ブラス                | S・ブラス                | S・ブラス                | 右                       | S・ブラスM・サンギーエンB・ロバート · ソンD・キャッシュR・ヘブナーJ・ヘルナンデスW・スタージェルA・オリバーR・クレメンテ |